# Épaignes
Epaignes – miejscowość i gmina we Francji, w regionie Normandia, w departamencie Eure.
Według danych na rok 1990 gminę zamieszkiwało 1090 osób, a gęstość zaludnienia wynosiła 42 osoby/km² (wśród 1421 gmin Górnej Normandii Epaignes plasuje się na 208 miejscu pod względem liczby ludności, natomiast pod względem powierzchni na miejscu 23).